# يوسف شيبو
يوسف شيبو لاعب كرة قدم مغربي سابق ولد بمدينة أبي الجعد في 10 ماي 1973، كان يلعب في مركز وسط الميدان لعب مع المنتخب المغربي كما احترف في أوروبا والخليج العربي.

## البداية
بدأ مسيرته الكروية مع النادي القنيطري سنة 1991 ثم غادره سنة 1995، وبعد ذلك لعب بقطر لنادي الوكرة موسم 96-97.

## أوروبا
بعد عروضه الجيدة في الخليج انتقل شيبو إلى نادي بورتو البرتغالي سنة 1997 ليلعب له حتى 1999 شارك في 30 مقابلة وسجل 2 هدفان، بعد ذلك واصل مغامرته الاحترافية وهذه المرة حط الرحال بإنجلترا حيث لعب لنادي كوفينتري سيتي من 1999 إلى 2003 شارك خلالها في 122 مباراة وسجل 6 أهداف.

## العودة إلى الخليج
عاد شيبو مرة أخرى إلى قطر حيث لعب من 2003 إلى 2005 لنادي السد، ثم ختم مشواره مع نادي الوكرة موسم 2005-2006.

## مشواره الدولي
تم اختياره لتشكيلة المغرب المُشاركة في الألعاب الأولمبية الصيفية 1992، وكأس العالم 1998، كما شارك في 4 كؤوس إفريقية بين عامي 1998 و 2006، وغاب عن نُسخة 2004 بعد خلاف مع مدرب المنتخب بادو الزاكي، لكن استدعاه محمد فاخر لنُسخة 2006. واعتزل اللعب الدولي بعد البطولة بعد أن خاض 62 مباراة دولية وسجل 9 أهداف.

## الحياة الشخصية
يشغل الآن شيبو مُحلّلا لقناة بي إن سبورتس العربية.
يدير شيبو أيضًا أكاديمية لكرة القدم لمساعدة اللاعبين على تحقيق إمكاناتهم.

## الإنجازات
بورتو
- الدوري البرتغالي بطل: 1998، 1999
- كأس البرتغال بطل: 1998
- كأس السوبر البرتغالي بطل: 1998

 السد القطري
- الدوري القطري بطل: 2004
- كأس قطر بطل: 2005

## وصلات خارجية
- يوسف شيبو على موقع الاتحاد الدولي (مؤرشف)  (الإنجليزية)
- يوسف شيبو على موقع قاعدة بيانات كرة القدم.إي يو (الإنجليزية)
- يوسف شيبو على موقع ناشيونال فوتبول تيمز (الإنجليزية)
- يوسف شيبو على موقع Soccerbase.com (لاعب) (الإنجليزية)
- يوسف شيبو على موقع عالم كرة القدم.نت (الإنجليزية)
- يوسف شيبو على موقع أوليمبيديا (الإنجليزية)